# Slap Sopota
Slap Sopota je 62 metrov visok slap nad vasjo Podmelec v Baški grapi.

## Dostopnost
Do izhodišča se lahko pripeljemo iz smeri Mosta na Soči. Na Kneži zavijemo v levo skozi vas Podmelec. Izhodišče za Sopoto se nahaja okoli 1 kilometer naprej, kjer je lesena tabla za slap. Tam se začne lepo urejena pot. Po 20 minutah lagodne hoje pridemo do slapu. V bližini je tudi zdravilna voda. Pod slapom je možna nevarnost padanja kamenja.